# Grand-bailliage de Crailsheim

Carte du Wurtemberg, 1927 - Le grand-bailliage de Crailsheim est situé en n°10

Le grand-bailliage de Crailsheim était une circonscription administrative du Royaume de Wurtemberg (sur la carte jointe n° 10), rebaptisée Kreis Crailsheim en 1934 puis arrondissement de Crailsheim en 1938  et agrandi la même année pour inclure une grande partie des communes de l'arrondissement dissout de Gerabronn.
Pour des informations générales sur les Grands-bailliages du Wurtemberg, voir Grand-bailliage (Wurtemberg).

## Histoire
Depuis le XVe siècle, la ville de Crailsheim est le chef-lieu de la périphérie ouest du margraviat de Brandebourg-Ansbach, tombé sous la couronne prussienne en 1791 après l'abdication du dernier margrave et incorporé au royaume de Bavière en 1806 à l'instigation de Napoléon. En 1803, le Wurtemberg put pour la première fois s'implanter dans la région lorsque la députation impériale lui donna, entre autres, les territoires de la ville de Hall et de la prévôté princière d'Ellwangen (de). Le grand-bailliage d'Honhardt est formé de la partie nord-est de ces nouvelles acquisitions, alors sous souveraineté prussienne. Lorsque les royaumes de Bavière et de Wurtemberg ont finalement défini leur frontière commune dans le traité de Paris en 1810, Crailsheim et les villes environnantes sont devenues une partie du Wurtemberg.
Les voisins du grand-bailliage, affecté au Cercle de la Jagst de 1818 à 1924, étaient les Grand-bailliages de Gerabronn (de), Ellwangen, Hall (de), Gaildorf, le Backnang et le Royaume de Bavière.